# Nuoto ai Giochi della XXX Olimpiade - 100 metri farfalla femminili
La gara dei 100 metri farfalla femminili dei Giochi della XXX Olimpiade si è svolta il 28 e il 29 luglio 2012. Hanno partecipato 42 atlete.
La gara è stata vinta dalla statunitense Dana Vollmer con il tempo di 55"98 (nuovo record mondiale), mentre l'argento e il bronzo sono andati rispettivamente a Lu Ying e ad Alicia Coutts.

## Formato
Gli atleti competono in due turni eliminatori; i migliori sedici tempi delle batterie si qualificano alla semifinale, mentre i migliori otto di queste ultime accedono alla finale.

## Record
Prima della competizione, i record olimpici e mondiali erano i seguenti:
| Record mondiale | 56"06 | Sarah Sjöström Svezia      | 27 luglio 2009 Roma, Italia         |
| Record olimpico | 56"61 | Inge de Bruijn Paesi Bassi | 17 settembre 2000 Sydney, Australia |

Durante l'evento sono stati migliorati i seguenti record:
| Data      | Evento   | Atleta       | Nazione     | Tempo | Record          |
| --------- | -------- | ------------ | ----------- | ----- | --------------- |
| 28 luglio | Batterie | Dana Vollmer | Stati Uniti | 56"25 | Record olimpico |
| 29 luglio | Finale   | Dana Vollmer | Stati Uniti | 55"98 | Record mondiale |

## Programma
| Data           | Ora (BST/UTC+1) | Turno      |
| -------------- | --------------- | ---------- |
| 28 luglio 2012 | 10:34           | Batterie   |
| 28 luglio 2012 | 19:40           | Semifinali |
| 29 luglio 2012 | 19:30           | Finale     |

## Risultati

### Batterie
| Pos. | Batteria | Corsia | Nome                    | Nazione         | Tempo   | Note           |
| ---- | -------- | ------ | ----------------------- | --------------- | ------- | -------------- |
| 1    | 6        | 4      | Dana Vollmer            | Stati Uniti     | 56"25   | Q              |
| 2    | 6        | 5      | Lu Ying                 | Cina            | 57"17   | Q              |
| 3    | 4        | 4      | Alicia Coutts           | Australia       | 57"36   | Q              |
| 4    | 5        | 4      | Sarah Sjöström          | Svezia          | 57"45   | Q              |
| 5    | 6        | 7      | Jeanette Ottesen Gray   | Danimarca       | 57"64   | Q              |
| 6    | 6        | 6      | Jiao Liuyang            | Cina            | 57"71   | Q              |
| 7    | 6        | 3      | Claire Donahue          | Stati Uniti     | 58"06   | Q              |
| 8    | 4        | 5      | Francesca Halsall       | Gran Bretagna   | 58"23   | Q              |
| 9    | 5        | 5      | Ellen Gandy             | Gran Bretagna   | 58"25   | Q              |
| 10   | 5        | 3      | Inge Dekker             | Paesi Bassi     | 58"30   | Q, abbandonato |
| 11   | 4        | 8      | Li Tao                  | Singapore       | 58"34   | Q              |
| 12   | 5        | 7      | Ilaria Bianchi          | Italia          | 58"42   | Q              |
| 13   | 4        | 2      | Aljaksandra Herasimenja | Bielorussia     | 58"50   | Q              |
| 14   | 5        | 2      | Martina Granström       | Svezia          | 58"70   | Q              |
| 15   | 4        | 3      | Yuka Katō               | Giappone        | 58"72   | Q              |
| 16   | 4        | 7      | Kristel Vourna          | Grecia          | 58"74   | Q              |
| 17   | 5        | 6      | Katerine Savard         | Canada          | 58"76   | Q              |
| 18   | 5        | 8      | Amit Ivry               | Israele         | 58"78   |                |
| 19   | 3        | 3      | Irina Bespalova         | Russia          | 58"79   |                |
| 19   | 6        | 8      | Kimberly Buys           | Belgio          | 58"79   |                |
| 21   | 4        | 1      | Alexandra Wenk          | Germania        | 58"85   |                |
| 22   | 6        | 2      | Ingvild Snildal         | Norvegia        | 59"01   |                |
| 23   | 5        | 1      | Natsumi Hoshi           | Giappone        | 59"06   |                |
| 24   | 4        | 6      | Jessicah Schipper       | Australia       | 59"17   |                |
| 25   | 3        | 5      | Otylia Jędrzejczak      | Polonia         | 59"31   |                |
| 26   | 2        | 3      | Danielle Villars        | Svizzera        | 59"42   |                |
| 26   | 2        | 4      | Judit Ignacio Sorribes  | Spagna          | 59"42   |                |
| 28   | 3        | 7      | Denisa Smolenová        | Slovacchia      | 59"48   |                |
| 29   | 3        | 6      | Emilia Pikkarainen      | Finlandia       | 59"55   |                |
| 30   | 3        | 1      | Hannah Wilson           | Hong Kong       | 59"59   |                |
| 31   | 2        | 7      | Sara Isaković           | Slovenia        | 59"86   |                |
| 32   | 2        | 2      | Sarah Blake Bateman     | Islanda         | 59"87   |                |
| 33   | 6        | 1      | Daynara Paula           | Brasile         | 1'00"14 |                |
| 34   | 3        | 2      | Liliána Szilágyi        | Ungheria        | 1'00"34 |                |
| 35   | 2        | 6      | Triin Aljand            | Estonia         | 1'00"43 |                |
| 36   | 3        | 8      | Sara Oliveira           | Portogallo      | 1'00"44 |                |
| 37   | 3        | 4      | Birgit Koschischek      | Austria         | 1'00"54 |                |
| 38   | 2        | 5      | Justine Bruno           | Francia         | 1'01"14 |                |
| 39   | 2        | 1      | Dalia Torrez Zamora     | Nicaragua       | 1'05"42 |                |
| 40   | 1        | 4      | Noel Borshi             | Albania         | 1'05"49 |                |
| 41   | 1        | 3      | Dorian Mcmenemy         | Rep. Dominicana | 1'05"78 |                |
| 42   | 1        | 5      | Marie Meza              | Costa Rica      | 1'07"01 |                |

### Semifinali

#### Semifinale 1
| Pos. | Corsia | Nome                    | Nazione       | Tempo | Note |
| ---- | ------ | ----------------------- | ------------- | ----- | ---- |
| 1    | 5      | Sarah Sjöström          | Svezia        | 57"27 | Q    |
| 2    | 4      | Lu Ying                 | Cina          | 57"51 | Q    |
| 3    | 3      | Jiao Liuyang            | Cina          | 58"04 |      |
| 4    | 2      | Li Tao                  | Singapore     | 58"18 |      |
| 5    | 1      | Yuka Katō               | Giappone      | 58"26 |      |
| 6    | 7      | Aljaksandra Herasimenja | Bielorussia   | 58"41 |      |
| 7    | 6      | Francesca Halsall       | Gran Bretagna | 58"52 |      |
| 8    | 8      | Katerine Savard         | Canada        | 59"22 |      |

#### Semifinale 2
| Pos. | Corsia | Nome                  | Nazione       | Tempo | Note |
| ---- | ------ | --------------------- | ------------- | ----- | ---- |
| 1    | 4      | Dana Vollmer          | Stati Uniti   | 56"36 | Q    |
| 2    | 5      | Alicia Coutts         | Australia     | 56"85 | Q    |
| 3    | 3      | Jeanette Ottesen Gray | Danimarca     | 57"25 | Q    |
| 4    | 6      | Claire Donahue        | Stati Uniti   | 57"42 | Q    |
| 5    | 2      | Ellen Gandy           | Gran Bretagna | 57"66 | Q    |
| 6    | 7      | Ilaria Bianchi        | Italia        | 57"79 | Q    |
| 7    | 8      | Kristel Vourna        | Grecia        | 58"31 |      |
| 8    | 1      | Martina Granström     | Svezia        | 58"95 |      |

### Finale
| Pos. | Corsia | Nome                  | Nazione       | Tempo |
| ---- | ------ | --------------------- | ------------- | ----- |
|      | 4      | Dana Vollmer          | Stati Uniti   | 55"98 |
|      | 7      | Lu Ying               | Cina          | 56"87 |
|      | 5      | Alicia Coutts         | Australia     | 56"94 |
| 4    | 6      | Sarah Sjöström        | Svezia        | 57"17 |
| 5    | 8      | Ilaria Bianchi        | Italia        | 57"27 |
| 6    | 3      | Jeanette Ottesen Gray | Danimarca     | 57"35 |
| 7    | 2      | Claire Donahue        | Stati Uniti   | 57"48 |
| 8    | 1      | Ellen Gandy           | Gran Bretagna | 57"76 |